# Agriocnemis aderces
Agriocnemis aderces är en trollsländeart som beskrevs av Maurits Anne Lieftinck 1932. Agriocnemis aderces ingår i släktet Agriocnemis och familjen dammflicksländor. IUCN kategoriserar arten globalt som otillräckligt studerad. Inga underarter finns listade i Catalogue of Life.